# علي جلبي
علي چلبى قينالى زاده (بالتركية: Kınalızâde Ali Çelebi) هو فقيه وكاتب عثماني من عائلة مرموقة، ولد  في إسبرطة بالأناضول عام 916هـ، الموافق 1510م أو 1511م، وتوفي في  22 أو 23 يناير 1572م  خلال شهر رمضان المبارك.
عُين قاضيًا وخدم في عدة مواقع داخل الدولة العثمانية: في دمشق وبورصة والقاهرة وأدرنة، ثم استقر في اسطانبول عام 1570م. عُيّن قاضيًا عسكريًا للأناضول في أوائل صيف عام 1571م. 

## أسرته
والده القاضي أمر الله محمد (ت. 1559م) وجده عبد القادر حميدي.
له ولدان كلاهما شاعران مشهوران في ذلك الوقت إلا أنهما لم يرتقِيا إلى مستوى والدهما، وهما:
- محمد فهمي أفندي (توفي في مايو 1596م)، المعروف بفهمي.
- وحسن، المعروف بقينالي زاده حسن چلبى.

## لقبه
ترجمة الاسم التركي "Kınalızâde" معناه "ابن قينالي" أو "من أسرة قينالي".
الاسم مركب من: 
1. Kınalı: اسم عائلة أو لقب، وقد تعني أيضًا "ذو حِنّاء" أو "المُحمّر".
2. zâde: لاحقة فارسية الأصل تعني "ابن" أو "من نسل"، مثل "شاه زاده" معناه ابن الشاه.

كلمة "Kınalı" في اللغة التركية تُترجم إلى: "مُحمّر" أو "ذو صبغة حمراء"، وغالبًا ما تُستخدم لوصف شيء له لون أحمر خفيف أو مائل إلى الحُمرة.
الاستخدامات الشائعة:
- Kınalı saç: شعر مصبوغ بالحناء / شعر مُحمّر.

- Kınalı parmak: إصبع مدهون بالحناء (خصوصًا في الأعراس).

- Kınalı kuzu (الخروف الموشّى بالحناء): تعبير مجازي يُطلق على الجنود الشجعان في الأدب الشعبي التركي، وخاصة الجنود الذين يذهبون للجبهة في الحروب.